# Český lev 2003
Český lev 2003 je 11. ročník výročních cen České filmové a televizní akademie Český lev.

## Ceny a nominace

### Nejlepší film
- Nuda v Brně – producent Čestmír Kopecký
- Pupendo – producent Ondřej Trojan
- Želary – producenti Ondřej Trojan a Helena Uldrichová

### Nejlepší režie
- Nuda v Brně – Vladimír Morávek
- Pupendo – Jan Hřebejk
- Želary – Ondřej Trojan

### Dlouholetý umělecký přínos českému filmu
- Theodor Pištěk

### Nejlepší ženský herecký výkon v hlavní roli
- Želary – Anna Geislerová
- Nevěrné hry – Zuzana Stivínová mladší
- Nuda v Brně – Kateřina Holánová

### Nejlepší mužský herecký výkon v hlavní roli
- Nuda v Brně – Jan Budař
- Pupendo – Bolek Polívka
- Želary – György Cserhalmi

### Nejlepší ženský herecký výkon ve vedlejší roli
- Pupendo – Vilma Cibulková
- Kruté radosti – Anna Šišková
- Želary – Jaroslava Adamová

### Nejlepší mužský herecký výkon ve vedlejší roli
- Jedna ruka netleská – Ivan Trojan
- Nuda v Brně – Miroslav Donutil
- Pupendo – Jaroslav Dušek

### Nejlepší scénář
- Nuda v Brně – Jan Budař a Vladimír Morávek
- Pupendo – Petr Jarchovský
- Želary – Petr Jarchovský

### Nejlepší kamera
- Mazaný Filip – Vladimír Smutný
- Nevěrné hry – Martin Štrba
- Želary – Asen Šopov

### Nejlepší střih
- Nuda v Brně – Jiří Brožek
- Kruté radosti – Alois Fišárek
- Želary – Vladimír Barák

### Nejlepší zvuk
- Želary – Jiří Klenka
- Jedna ruka netleská – Jakub Čech a Pavel Rejholec
- Nevěrné hry – Daniel Němec

### Nejlepší hudba
- Jedna ruka netleská – Jan P. Muchow
- Mazaný Filip – Milan Kymlička
- Želary – Petr Ostrouchov

### Nejlepší výtvarný počin
- Mazaný Filip – Jan Vlasák
- Čert ví proč – František Lipták a Kateřina Kopicová
- Želary – Milan Býček

### Cena filmových kritiků
- Nuda v Brně – producent Čestmír Kopecký
- Pupendo – producent Ondřej Trojan
- Želary – producenti Ondřej Trojan a Helena Uldrichová

### Nejlepší zahraniční film
- Pianista

### Divácky nejúspěšnější film
- Pupendo

### Cena čtenářů časopisu Cinema
- Pupendo

### Cena Sazky za nerealizovaný scénář
- Marek Epstein

### Nejlepší filmový plakát
- Sentiment – Tomáš Machek
- Jedna ruka netleská – Zuzana Lednická a Aleš Najbrt
- Pupendo – Aleš Najbrt